# Ньюнем-коледж (Кембридж)
52°12′00″ пн. ш. 0°06′27″ сх. д. / 52.2° пн. ш. 0.1075° сх. д.
Ньюнем-коледж (англ. Newnham College) — один з 31 коледжів Кембриджського університету у Великій Британії.

## Історія
Заснований в 1871 році, став другим після Гертон-коледжу жіночим коледжем при Кембриджі; офіційний статус університетського коледжу отримав, як і Гертон, 1948 року.